# Søren Hammer
Søren Hammer (født 1952) er uddannet som lærer. Han er bedst kendt for sine politiromaner, som han skriver sammen med sin søster Lotte Hammer. De fik udgivet to romaner i 2010 i en serie om Konrad Simonsen og hans medarbejdere i Drabsafdelingen i København, mens den tredje roman i serien udkom i efteråret 2011.

## Forfatterskabet

### Forhistorien
I 2004 flyttede Søren Hammer ind på første sal i huset, hvor søsteren bor med sin familie, og han foreslog, at de skulle påbegynde en roman. I begyndelsen skrev de ”mest for sjov”, men efterhånden fik de materiale til flere plots. 
Det første udkast til Svinehunde havde et omfang på 1000 sider, men efter en række forhandlinger med Gyldendal blev det endelige manuskript godkendt i foråret 2011.  Inden udgivelsen havde forlaget på basis af et uddrag på 60 sider solgt rettighederne til udgivelse af romanen i 16 lande. Det er første gang i forlagets historie, at man har kunnet afslutte så mange aftaler med udlandet, inden bogen udkom på originalsproget. .

### De første romaner
Svinehunde blev en stor salgssucces med 60.000 solgte eksemplarer inden udgangen af 2010. De følgende romaner i serien udkom 1. oktober 2010 med titlen Alting har sin pris og den 29. august 2011 med titlen Ensomme hjerters klub. En fjerde bog er under udarbejdelse i efteråret 2011.

## Plotstruktur
Plottene i de tre første bøger har en del fællestræk.fortællersynsvinklen er den alvidende, som dels følger de gennemgående figurers indbyrdes relationer og opklaringsarbejdet, dels følger gerningsmændene og deres planlægning af forbrydelserne. De to første romaner har seriemord som grundtema, og spændingen er især koncentreret om, hvor mange drab, der begås inden pågribelsen af de skyldige. Da spørgsmålet om forbrydernes identitet bliver afsløret ret tidligt i forløbet, omfatter spændingen også motiverne til drabene, samt om politiets efterforskning indbringer tilstrækkeligt bevismateriale til en anholdelse.
I den tredje er en potentiel seriemorders terrorangreb mod en skole ikke hovedtemaet, men afsættet til opklaringen af et dødsfald, der tidligere er blevet henlagt som et ulykkestilfælde. Alle tre sager omfatter ligeledes komplikationer, der opstår, fordi højtstående politikere og embedsmænd forsøger at påvirke efterforskningen. Desuden er retssikkerheden og politiets afhøringsmetoder i fokus, ligesom mediernes forsøg på at øge salgstallene ved at lægge pres på efterforskerne er et gennemgående tema. Disse fællestræk er inspireret af de svenske politiromaner, ikke mindst Maj Sjöwall og Per Wahlöös serie om Martin Beck..

## Persongalleri
Chefkriminalinspektør Konrad Simonsen forsøger at løse sine opgaver ud fra moralske principper, men rammes i pressede situationer af kortvarige handlingslammelser, der kan få vidtgående konsekvenser.
Hans personlige moral omfatter en stærk loyalitet overfor sine ansatte, som i enkelte tilfælde indbringer ham en påtale fra politidirektøren. Hans privatliv er kompliceret, dels fordi han ikke føler, at han er en tilstrækkelig støtte for sin voksne datter, Anna Mia, dels fordi han har indledt et intimt forhold til sin nærmeste kvindelige medarbejder, komtessen.
Komtessen, der er af adelig slægt, er tiltrukket af sin chef, men forsøger i starten at holde deres intime forbindelse på et lavt blus, fordi hun efter at have mistet sin søn frygter at knytte sig tæt til andre mennesker; alligevel udvikler deres forhold sig i løbet af de tre romaner, og hun må stadig hyppigere træde til, når Konrad mangler beslutsomhed. De flytter sammen i hendes bolig, men bl.a. som følge af Konrads hjerteanfald og efterfølgende genoptræningsperiode samt hans stigende engagement i fortiden, er der en del spændinger mellem dem.
Teamet består yderligere af Arne Pedersen, der har problemer med sit ægteskab og af og til søger trøst hos Pauline Berg, som er en ung, kvindelig betjent, der har store ambitioner om at vise sine evner som efterforsker. Pauline får imidlertid et psykisk traume efter at være blevet kidnappet i Alting har sin pris, og hun bliver efterhånden en belastning for Arne. Computereksperten Malthe Borup har også en betydelig roller i opklaringsprocessen i bøgerne, mens Poul Troulsen, der ikke går af vejen for at anvende barske forhørsmetoder, pensioneres og skrives ud af serien efter 2. bog.  Konrads datter, Anna Mia, får derimod en stigende betydning for udviklingen i serien.